# Міль бурякова мінуюча
Міль бурякова мінуюча або міль мінувальна бурякова (Scrobipalpa ocellatella Boyd.) — шкідливий метелик. Поширена в південних областях України і пошкоджує безвисадкові насінники цукрових буряків.

## Опис
Метелик довжиною 6—7 міліметрів, в розмаху крил 9—14 міліметрів. Передні крила коричнювато-бурі або жовтувато-сірі, з вохряно-жовтим малюнком і темними очкуватими плямами. Задні крила блідо-сірі, з довгою бахромою із зовнішнього краю. Самки більші за самців, з світлішим черевцем. Молоді гусениці блідо-сірі, з бурою головою, а старші зеленувато-рожеві, з коричневою головою і плямами на потиличному щитку і кінці тіла; довжина тіла гусениць останнього віку 9—11 міліметрів. Лялечка блідо-бура, довжиною 5,5—6,5 міліметри, міститься всередині вкритих грудочками землі павутинних коконів довжиною 7—8 мм. Яйце видовжено округле, перламутрово-біле, довжиною 0,5 міліметра.

## Екологія
Зимують гусениці різних віків серед рослинних решток та на поверхні ґрунту, а також лялечки, які містяться в коконах у верхньому шарі ґрунту. Перші метелики вилітають в період появи сходів цукрових буряків. Яйця відкладають по одному або по кілька на нижній бік листків, на шийку коренів, рослинні рештки та грудки землі. Одна самка відкладає до 200 яєць. Через 4—7 днів з них виходять гусениці, які протягом 20—30 днів живляться, а потім прядуть у міжряддях на глибині 2—5 сантиметрів павутинні кокони, де перетворюються на лялечок. Через півтора-два тижні з лялечок вилітають метелики. Гусениці пошкоджують цукрові буряки від часу появи сходів до збирання врожаю. Протягом вегетаційного періоду дає 4—5 поколінь. Різні зимуючі стадії зумовлюють тривалий виліт метеликів першого покоління, що призводить до перекриття інших поколінь. Тому протягом вегетації міль бурякова зустрічається в усіх стадіях розвитку.
На молодих рослинах гусениці обплітають павутинням центральні листочки і виїдають дрібні наскрізні отвори вздовж серединної жилки листка і борозенки на його черешках. Гусениці проточують ходи в стеблах, внаслідок чого утворюються додаткові пагони, що формують дрібне і неповноцінне насіння. На розвинутих рослинах вони живуть під загорнутим краєм листків та в мінах всередині черешків або вигризають звивисті ходи довжиною до 5 см на коренеплодах та всередині їх. Гусениці двох перших поколінь дуже пошкоджують бурякові висадки та насінники безвисадкової культури буряка, що призводить до викривлення і всихання квіточкових стебел. Гусениці можуть пошкоджувати також коренеплоди в кагатах. Велике значення в знищенні гусениць і лялечок молі мають численні паразитичні (браконіди) та хижі (мурашки) комахи і павуки.